# Dargle
Le Dargle (en irlandais : An Deargail, littéralement « petit point rouge », en référence à la teinte dominante de ses roches) est un fleuve coulant entièrement dans le comté de Wicklow en Irlande. 

## Géographie
Son cours est ponctué par la plus haute chute d'eau d'Irlande avec 121 mètres, la cascade Powerscourt. Elle coule ensuite dans la vallée du Glencree avant de se jeter dans la mer d'Irlande à Bray.

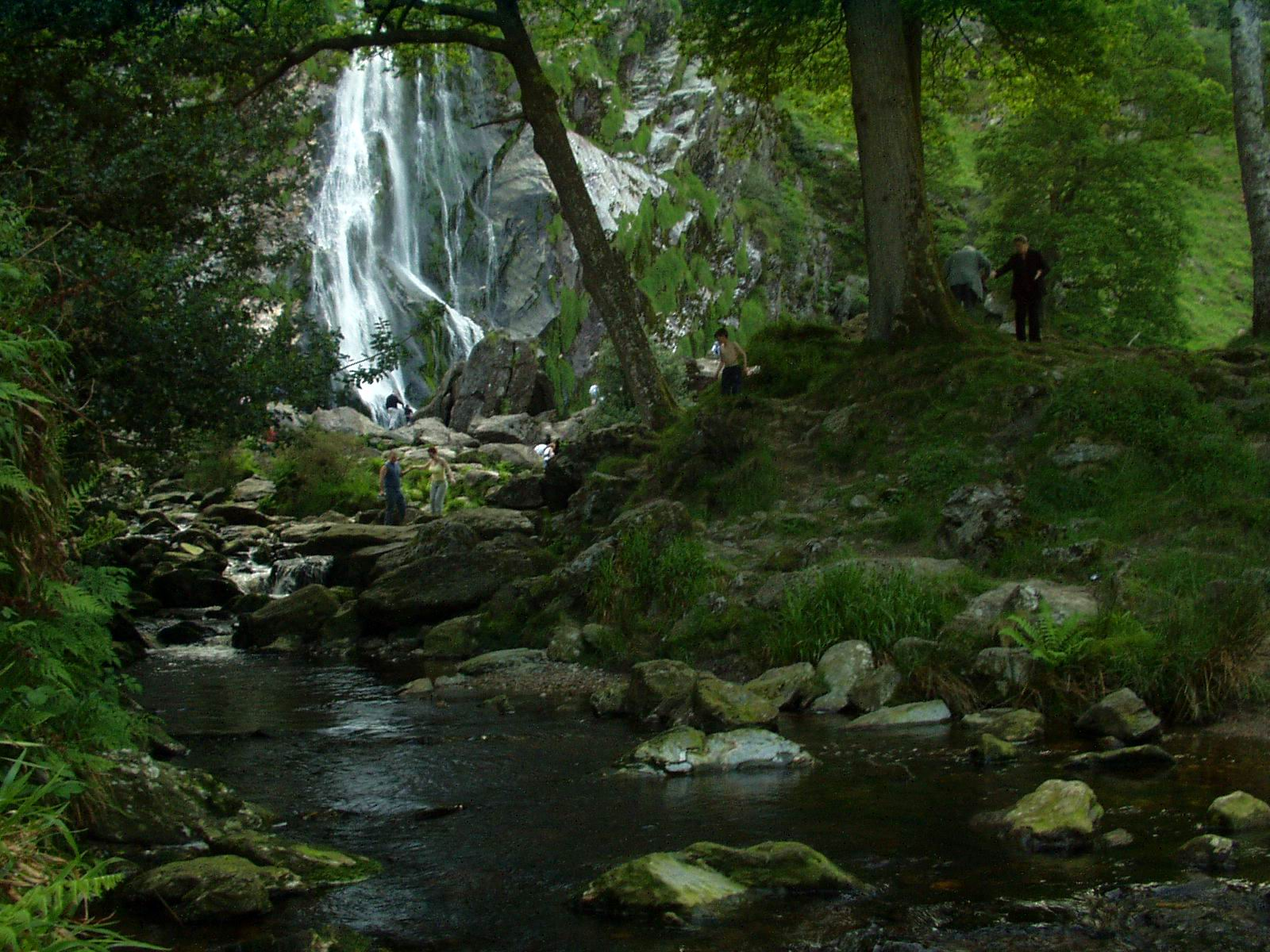
Vue du cours d'eau au pied de la cascade Powerscourt.